# NGC 4133
NGC 4133 في الفهرس العام الجديد، هي مجرة، تقع في كوكبة التنين على بعد حوالي 62 مليون سنة ضوئية. اكتشفت في 12 ديسمبر 1797 بواسطة ويليام هيرشل.

## روابط خارجية
- NGC 4133 على موقع ويكي سكاي: DSS2, SDSS, GALEX, IRAS, Hydrogen α, X-Ray, Astrophoto, Sky Map, Articles and images